# 프레아 코
프레아 코(크메르어: ប្រាសាទព្រះគោ / 성스러운 황소)는 룰로오스 지역에 있는 지금은 현존하지 않는 하리하랄라야에 최초로 지어진 사원이다.  캄보디아 앙코르 유적군이 있는 곳에서 남동쪽으로 15km에 자리를 잡고 있다. 이 사원은 크메르 왕 인드라바르만 1세에 의해 힌두의 신 시바를 모시는 왕족들을 위해 879년 지어졌다.

## 어원
프레아 코(성스러운 황소)는 사원의 중앙탑을 맞보고 새겨진 수많은 소의 조각상에서 그 이름이 유래되었다. 이 상들은 시바가 타고 다니는 소, '난디'를 상징한다고 추측이 된다.

## 역사
크메르 왕 자야바르만 2세가 683년 크메르 왕조를 세운 후에 하리하랄라야에 수도를 건설하였다. 인드라바르만 1세는 자야바르만 2세의 조카였다.

## 유적
프레아 코는 세 개의 탑으로 2열씩 정렬된 여섯 개의 사암 플랫폼으로 쌓아올린 기단으로 만든 벽돌 탑으로 구성되어 있다. 각 탑은 동쪽으로 마주보고 있고, 전면의 중앙탑이 가장 높다. 전면의 중앙탑은 크메르 왕조의 태조인 자야바르만 2세에게 봉헌되었다.

## 같이 보기
- 앙코르 와트
- 앙코르 유적
- 바꽁
- 룰레이